# (212465) Goroshky
(212465) Goroshky est un astéroïde de la ceinture principale.

## Description
(212465) Goroshky est un astéroïde de la ceinture principale. Il fut découvert le 23 août 2006 à Androuchivka par l'observatoire astronomique d'Androuchivka. Il présente une orbite caractérisée par un demi-grand axe de 2,72 UA, une excentricité de 0,09 et une inclinaison de 8,8° par rapport à l'écliptique.

## Compléments